# Бакастова, Юлия Александровна
Юлия Александровна Бакастова (укр. Юлія Олександрівна Бакастова, род. 26 июня 1996) — украинская фехтовальщица-саблистка. Олимпийская чемпионка 2024 года. Выступает за национальную сборную Украины по фехтованию начиная с 2016 года, многократная призёрка чемпионата Европы в командном зачёте.

## Биография
Юлия Бакастова родилась 26 июня 1996 года. Живёт и тренируется в Киеве.
Впервые вошла в основной состав украинской национальной сборной в сезоне 2016/2017, после того как стала обладательницей Кубка Украины по фехтованию в саблях. Выступила на чемпионате Европы в Тбилиси и на чемпионате мира в Лейпциге, где заняла среди саблисток 41 и 29 места соответственно. По итогам сезона расположилась в рейтинге Международной федерации фехтования на 60 строке.
Первого серьёзного успеха на взрослом международном уровне добилась в 2018 году, когда побывала на европейском первенстве в Нови-Саде и привезла оттуда награду серебряного достоинства, выигранную в командном зачёте саблисток совместно с Ольгой Харлан, Алиной Комащук и Еленой Ворониной — в четвертьфинале и полуфинале украинки прошли Венгрию и Италию, тогда как в решающем финальном противостоянии со счётом 30:45 уступили сборной России. При этом в личном зачёте Бакастова дошла до стадии 1/16 финала, проиграв 7:15 представительнице Испании Арасели Наварро. Позже заняла 59 место на мировом первенстве в Уси, отметилась выступлением на этапах Кубка мира в Балтиморе, Афинах, Тунисе, Орлеане.
На Олимпийских играх 2024 года в Париже стала олимпийским чемпионом в командном первенстве, одолев в составе украинской сборной в финале команду Южной Кореи со счётом 45:42.

## Награды
- Орден княгини Ольги III степени (23 августа 2024 года) — за достижение высоких спортивных результатов на ХХХІІІ летних Олимпийских играх в городе Париже (Французская Республика), проявленные самоотверженность и волю к победе, утверждение международного авторитета Украины[3].